# Robert et Robert
Pour plus de détails, voir Fiche technique et Distribution.
Robert et Robert est un film français réalisé par Claude Lelouch sorti en 1978.

## Synopsis
Robert Villiers, 27 ans, souhaitant devenir agent de circulation à Paris, est dramatiquement timide et hésitant. Robert Goldman, 48 ans et chauffeur de taxi, est très susceptible, maladivement maniaque, nerveux, crispé, asocial, et d'un caractère si difficile qu'il n'a quasiment jamais de sa vie esquissé l'ombre d'un sourire. Tous deux sont enfants uniques ayant toujours vécu chez leur mère, toutes deux veuves de longue date, et qui continuent encore à décider pour eux du moindre détail de leur quotidien.
Célibataires endurcis, les deux hommes se rencontrent une première fois dans la salle d'attente d'une agence matrimoniale, n'échangeant que quelques mots. Viliers se voit obtenir un rendez-vous fixé avec une inconnue choisie par le directeur de l'agence, et va sur le trottoir d'en face attendre son bus. Dix minutes plus tard, Goldman se voit lui aussi obtenir un rendez-vous, et sort à son tour de l'agence. Constatant que Viliers attend encore son bus, il lui propose de le reconduire avec son taxi, non sans lui faire payer la course à l'arrivée.
Les deux hommes se retrouvent à un bal le samedi, là où le rendez-vous avec leurs prétendantes, qu'ils ne croiseront jamais. Commence alors une longue amitié où ces deux caractères vont se découvrir jusqu'à devenir inséparables, au grand dam du directeur de l'agence.

## Fiche technique
- Réalisation : Claude Lelouch, assisté d'Emmanuel Gust
- Scénario : Claude Lelouch
- Musique : Francis Lai et Jean-Claude Nachon
- Costumes : Colette Baudot
- Société de production : Les Films 13
- Pays d'origine : France
- Genre  : Comédie
- Durée : 106 minutes
- Date de sortie : France : 14 juin 1978
- Affiche : Michel Landi (France)

## Distribution
- Charles Denner : Robert Goldman (l'Homme d'Affaires)
- Jacques Villeret : Robert Villiers (le Héros)
- Jean-Claude Brialy : Jacques Millet, le directeur de l'agence matrimoniale (le Marchand d'Esclaves)
- Nella Bielski : Mme Millet, la directrice de l'agence, épouse de Jacques
- Régine : la mère de Robert Villiers (le Rêve de l'Homme d'Affaires)
- Germaine Montero : la mère de Robert Goldman (la Concierge de Luxe)
- Mohamed Zinet : Ali Salem, le (futur) marié
- Arlette Emmery : Arlette Poirier, la (future) mariée
- Francis Perrin : Francis Michaud, le candidat au rachat de l'agence (le Futur Marchand d'Esclaves)
- Joséphine Derenne : Josette Michaud, l'épouse de Francis
- Macha Méril : Agathe, présentatrice du live-show (le Rêve du Héros)
- Arlette Gordon : Madame Zorca, "voyante attitrée de la Reine d'Angleterre"
- Marie-Pierre de Gérando : le gendarme instructeur
- Claudio Gaya : l'arbitre du life-show
- Hervé Jolly : le client du life-show
- Marcelle Ranson-Hervé : l'examinatrice au permis de conduire
- Guy de la Passardière : le professeur de danse
- Bruno Coquatrix : lui-même
- Michèle Morgan : elle-même
- Patricia Cartier : inscrite, à l'agence matrimoniale (non créditée)
- Jean Abeillé : inscrit, à l'agence matrimoniale (non crédité)
- Michel Bonnet : la personne coincée dans les grilles du métro
- Romain Bouteille et Rufus : deux participants au bal (non crédités)
- Bertrand Mayeux : le chauffeur du bus (non crédité)

## Distinctions
- 4e cérémonie des César (1979) : César du meilleur acteur dans un second rôle pour Jacques Villeret

## Musique
La musique de Francis Lai est à la fois originale et reprise d'autres films. On entend à plusieurs reprises le thème de Le Bon et les Méchants (au cours de danse, au bal) ainsi que celui d'Un Homme et une femme (scène du mariage).

## Autour du film
- Pour écrire le film, Claude Lelouch a commencé par étudier longuement le monde des agences matrimoniales, allant jusqu'à mener une véritable enquête préalable incognito sur le terrain, magnétophone caché dans les vêtements de complices jouant les faux clients : « Toutes les énormités qui fleurissent dans mon film sont vraies, entendues par nous, consignées sur bandes magnétiques... »[1].
- Le sketch dit du film de Bergman interprété par Robert Villiers à la télévision a été créé et interprété par Jacques Villeret en 1975.